# Scalispinigera oculata
Scalispinigera oculata är en ringmaskart som beskrevs av Hartman 1967. Scalispinigera oculata ingår i släktet Scalispinigera och familjen Scalibregmatidae. Inga underarter finns listade i Catalogue of Life.